# Lam Ara Eungkit
Lam Ara Eungkit is een bestuurslaag in het regentschap Aceh Besar van de provincie Atjeh, Indonesië. Lam Ara Eungkit telt 298 inwoners (volkstelling 2010).